# Culicoides torridus
Culicoides torridus är en tvåvingeart som beskrevs av Wirth och Hubert 1960. Culicoides torridus ingår i släktet Culicoides och familjen svidknott. Inga underarter finns listade i Catalogue of Life.